# Ex on the Beach
Ex on the Beach er en dansk realityserie, der går ud på at møde nye mennesker, hvor nogle af deltagernes gamle "eks-kærester" eller lignende bekendtskaber pludselig kan dukke op. Deltagerne bor i en eksklusiv villa. I de første sæsoner boede deltagerne i en villa på Mauritius. Under opholdet bestemmer programmets "tablet" deltagernes skæbner i programmet.
Programnet sendes på Kanal 4 samt streamingtjenesten Discovery+, som hører under Discovery Networks Danmark. I 2021 var serien produceret i fem sæsoner.

## Sæsoner
- Sæson 1 (2018): Finder sted på Mauritius over 24 episoder.
- Sæson 2 (2019): Finder sted på Mauritius over 24 episoder.
- Sæson 3 (2019): Finder sted i Grækenland over 24 episoder.
- Sæson 4 (2020): Finder sted i Brasilien over 24 episoder.
- Sæson 5 (2020): Finder sted i Danmark over 24 episoder. Sæson 5 er en særlig "All Stars"-sæson, som blev optaget i Danmark på grund af coronapandemien.[1]